# البير (ثادق)
البير بلدة من قرى المحمل في نجد. 

## الموقع الجغرافي

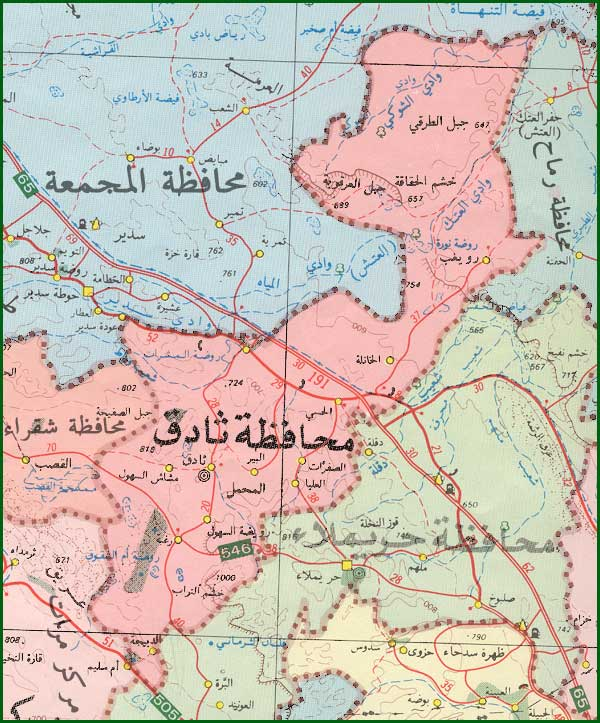
خارطة توضح محافظة ثادق وموقع البير داخل المحافظة

تقع البير شمال مدينة الرياض وتبعد عن الرياض العاصمة 120 كم وتعتبر البير من قرى منطقة ثادق  وهي منطقة تضم الكثير من القرى والهجر - رغبة والرويضة والصفرات ودقلة والحسي والحفنة والخاتلة وقرى وهجر أخرى، ومن أبرز معالم بلدة البير، جبل قارة العونية وشعيب وغار صوار وشعيب المظل وروضة المزيرعة وشعيب أبو فحيحيل المليئ بشجر الطلح وشعيب البير (الباطن) المليئ بالمزارع ويتمد لأكثر من عشرين كيلو متر.

## تاريخ البير
ذكر ابن بشر في حوادث سنة 1015 هـ: استولى النامي آل حنيحن محمد وعبد الله اخوه العاقر على بلد (البير) القرية المعروفة، أخذوه من العرينات وأخرجوا منها العرينات من سبيع عام 1015 هـ وذكر المؤرخ مقبل الذكير في كتابة المخطوط ذي الأجزاء الثلاثة والذي تردد في تسميته فقد أضاف معلومة اختص بها حين قال (البير قرية معروفة في المحمل) وهي للبدارين من الدواسر استولى على البير محمد بن حنيحن وأخوه عبد الله، فعمروه وغرسوه وتداولته ذرية محمد بن حنيحن من بعده وهم آل حمد المعروفون نسبة إلى (حمد بن محمد وبقي في أيديهم). وبهذا نستنتج أن إنشاء البلد قديم قبل عام 1015 هـ، ولكن وقته غير معروف.
ذكر محمد بن عبد الله الحمدان بلاد البير في كتابه هذه بلادنا : «بلدة هادئة وادعة خضراء..تقوم في فسيح من الأرض، تحيط بها الجبال والأكمات عن بعد كأنها تزينها أو تحرسها وسط واحة، تنحدر الأودية من بين تلك الجبال متجهة نحو هذه الواحة فتسقيها بمياه الأمطار وتنبت الأرض جميل الأزهار وتعدد الألوان. وعندما نفسح النظر بينها وبين تلك الجبال والأكمات في ذلك الفسيح من الأرض نجد النباتات الجميلة ذات الألوان والروائح المتعددة تكسو الأرض جمالا وخضرة وبهاء.. علي رأس تلك النباتات (الرمث) (الحمض) وهو أكثرها..هذا النبات الجميل ذو الرائحة الزكية يحيط بالبلدة ويستفيد منه أهلها عدة فوائد خضرة ومنظرا وحطبا وعلفا للبهائم من غنم وابل وغيرها».

### موقع البلد القديم
يقع البير القديم في أسفل البير بين الطريف والمقيصرة قبل التقاء مجمع الأودية بوادي (أبو فحيحيل) ولا زالت بعض آثار البلد (بقايا البيوت) وآباره موجودة وقد تملكها الآن كمزارع لبعض الأهالي تبعا لتملكهم شعيب البير كله وكانت هناك نخيل ومزارع وآبار وبيوت أسفل المكان الحالي ولا زالت بقايها موجودة. ومنها: خضراء_أم الشطن_الرويضة_الغاطية_المشفوعة_ماغصة.
وبلد البير يسمى (واسط) أيضا وقد عرف موضعين يسمى كل منهما بهذا الاسم، بلد في العراق بناه الحجاج بن يوسف وقرية في منطقة الأفلاج غرب ليلى في حضن جبل طويق قرب الأحمر (اكمه). ومن شواهد الشعر العامي على تسمية البير بـ (واسط).
ويرى بعض المؤرخين ويعتقد بعض الأهالي أن أصل البلد كان عينا أو موردا وحددوا مكانها قرب الجامع القديم وأن الحجاج والعابرين كانوا يستدلون علي قربهم من العين أو المورد برؤية قارة العونية ولعل هناك صلة بين كلمتي العين والعونية وكانت هذه العين علي طريق كاضمة. وكما أسلفنا فأن البلد واقع في فسيح من الأرض قريبا من الجبال، ويطل عليه من الشمال ضلع (جبل) (أبو مصافح) ومن الجنوب قارة العونية وجبال أخرى ومن الشرق الجبال الفاصلة بينه وبين بلدة الصفرات.

### طريق الحجاج المار بالبير (الطريق الآثري)
يقع في الجنوب الغربي من البير وبعد وادي الشريج، بينه وبين وادي عبيثران الذي ينطقه البدو (بعيثران) والذي ينحدر سيله لثادق.. في هذا المكان (جبال صغيرة) توجد أكوام من الحجارة كبيرة وصغيرة وبجانبها طريق قديم أزيلت منه تلك الأحجار ووضعت (أكواما)علي جانبيه، وقد ضلت تلك الحجارة لا تثير انتباه أحد حتى جاءت فكرة فتح طريق مع هذا المكان الذي يصل بين البير وطريق (الرياض -الشعيب-الوشم) ليكون الطريق الثالث الموصل للبير (1-من طريق الرياض-سدير-القصيم السريع) (2-من ثادق). 
تباينت اراء المختصين والمهتمين فمنهم من قال انه طريق حجاج الأحساء. ومنهم من قال إنه جزء من الطريق الذي مهدته زبيدة زوجة هارون الرشيد للحجاج.أما الشيخ عبد الله بن خميس فيعتقد أنه (جزء من طريق كاظمة الذي كان يسلكه حجاج الخليج وإيران وبعض أجزاء المنطقة الشرقية من المملكة الذي يأتي من دارين (الميناء القديم) ويمر باللهابة واللصافة المكانين المشهورين حيث الماء والمرعى ثم الصمان حيث الكلأ في رياضها والماء في دحولها كـ (دحل) الفري ودحل الهشامي وغيرهما. ويعبر الحجاج الدهناء مع (خل) المعيزلية (أحد الخلول الثلاثة في الدهناء وهي خل المعيزلية وخل المزاليج وخل رماح)ومن خل المعيزيلة الذي ينفذ إلى الرضمة وجو مناخ يتركون روضةالتنهات على يسارهم ويمرون بالعتك وحفر العتك ثم شعيب البير ثم البير وعبيثران ثم عريض وأم الشطن وطريف الحبل... وكل هذا الطريق آمن وبه الماء والمرعى)

## معالم جغرافية

### باب المنيزلة
هو البوابة الجنوبية للبلاد والمنيزلة
2 - باب الدخينية
هو البوابة الرأيسية لحي البلاد (العقدة)
3 - بئر العضيبية 
تقع هذه البئر جنوب غرب عقدة البير وتعتبر في حي البلاد 
وهي أوسع بئر في بلدنا بل في نجد كلها ومثلها بئر الهزازنة
4 - جبل أبومصافح
جبل رفيع جدا يقع شمال بلدة البير يفصل بين البلدة وبين المزيرعة ولاعلم لي بسبب تسميته

### قارة العونية
هي جبل مرتفع شامخ وسامق ململم ليس واسعا مثل جبل الغرابة المطل على ثثادق ورغبة ولكنه يشبهه في الارتفاع. ويقع صاحبنا جنوب البير يطل على شعيب الشريج ويرى من بعد وكانوا يستدلون به-كما تقدم- على قربهم من العين أو المورد أو البئر الموجودة وسط البلد الحالي وهذا الجبل على شكل مربع وسطحه مستو ولا يمكن الصعود لأعلاه إلا من جهة واحدة في ركنه الشرقي الجنوبي.

### المزيرعة والقطار
وهي شعيب المظل في سفح جبل (أبو مصافح) (مكان منخفض) وهي روضة تصب فيها مياه شعاب صغيرة لا يخرج سيلها حيث تمنعه الرمال المتراكمة التي سدت فوهة الشعيب، يزرعه الأهالي (بعلا) أي على المطر وهي من أجمل المراعى لخصوبة أراضها وطيب نبتها. وفيه غار كان فيه (قطار) أي ماء يقطر من الجبل باستمرار وخاصة يوم كانت الأمطار تهطل بغزارة.

### المداريج
وهي أحجار وضعت في أرضية الوادي بما يشبه السد، يكون سطحها مستويا وتبنى جانبها وأسفل منها جدران من الحجر تقسم السيل إلى أقسام (فروع) صغيرة وكبيرة بحسب نصيب كل قسم أو فرع، وكل واحد منها يذهب سيله للنخل أو البستان أو الأرض دون مشاكل أو خلافات. وهذه المداريج (القسامات) موجودة في أكثر بلدان المنطقة.وفي البير يوجد واديين هما الشريج و (أبا السدر).

### طريق حوجان
ولعله سمي بذلك لتعرجه بين الجبال والشعاب. بعد وفاة الملك عبدالعزيز عام 1373 هـ تولى ولي العهد الأمير سعود ملك البلاد وزار كثيرا من بلدان المملكة ومن ضمنها البير. وكانت الطرق وقتها غير سالكة مابين رمال وجبال فتطوع أهالي البير لفتح طريق يربط البير بحريملاء وعبر حوجان (طريق أبل متعرج قديم) ثم وادي (أبا السدر) وكان علي رأس العمل فيه الشيخ محمد بن عبد الرحمن بن قاسم وقم تم تذليل كثير من الجبال والتلال والتلاع التي سلكها الطريق ووضعوا أنابيب كـ (عبارات) لعبور السيل. وقد اكتمل المشروع وقدم معه الملك سعود وقتها ثم أستخدم لسيارات الأهالي التي تنقلهم ومن معهم من الرياض إلى البير عن طريق حريملاء حتى جاءت الطرق الحديثة فسلك الناس طريق ثادق ورغبة والبرة إلى أن تم تعبيد طريق البير مع شعيب البير.